# Cinta Vidal Agulló
Cinta Vidal Agulló (Barcelona, 1982) es una pintora y muralista española. Su interés por el mundo del arte le viene desde pequeña y con 16 años entró a trabajar al Taller de Escenografía Castells y Planas, donde aprendió las técnicas en pintura y murales a gran escala, trabajando por encargos de óperas y teatros de todo el mundo. Estudió ilustración en la Escuela Massana de Barcelona.
La ingravidez de los elementos y el desafío de las leyes de la perspectiva se convirtieron en sus elementos de identidad y llamaron la atención de varias galerías de arte. En 2015, realizó su primera exposición en solitario a la galería Miscelánea (Barcelona). Ha participado en exposiciones y ferias de arte en Londres, Miami, Nueva York, Hawái, Atlanta, San Francisco o Los Ángeles. También, ha colaborado con galerías de arte, como por ejemplo la Spoke Arte Gallery (San Francisco), Arte Project Gallery (Hong Kong), Long Beach Museum (Los Ángeles) o Beinart Gallery (Australia). En la galería Thinkspace Gallery (Los Ángeles) ha realizado varias exposiciones y numerosos trabajos. Su fuente de inspiración le viene de clásicos como Caravaggio, Vermeer, el dominio de la perspectiva de Escher, Hopper y sus personajes perdidos en la arquitectura y las ambientaciones de Miyazaki de los estudios Ghibli.
Ha pintado murales en países como la China, Japón, Hawái o los Estados Unidos. En Cataluña ha pintado el mural conmemorativo del 80o cumpleaños del bombardeo fascista en la ciudad de Granollers. El año 2021, pintó un mural en la nueva sede de Facebook en California.
Su obra ha sido utilizada en artículos de periódico, portadas de libros, libros infantiles, puzles o en centros culturales de danza, entre otros. Recientemente, el grupo de música británico de new wave Tears for Fears ha usado su obra para su último álbum.
La obra de Cinta Vidal ha sido reconocida con el Premio Graffica 2018, uno de los certámenes de cultura visual más importantes de España.